# Геноцид в Бангладеш (1971)
Геноцид в Бангладеш (бенг. ১৯৭১ বাংলাদেশে গণহত্যা) — геноцид, организованный и осуществленный Вооружёнными силами Пакистана в период Войны за независимость Бангладеш на территории Восточного Пакистана (современный Бангладеш) в 1971 году. Действия военных были направлены на подавления всякого сопротивления бенгальцев путём депортации, этнических чисток, массовых убийств и изнасилований.

## Характеристика
Геноцид начался 26 марта 1971 года с началом Войны за независимость после операции «Прожектор». В течение девяти месяцев Войны за независимость пакистанскими военными и ополченцами были убиты по разным оценкам от 300 тысяч до 3 миллионов человек и изнасилованы от 200 до 400 тысяч женщин в систематической кампании изнасилований. Около 30 миллионов мирных жителей были перемещены внутри страны. Также в период войны имело место насилие на этнической почве между бенгальцами и бихарцами (говорящие на бихари). В период конфликта около 8—10 миллионов жителей, преимущественно индуисты, бежали в соседнюю Индию. В первые дни войны интеллигенция подвергалась репрессиям и расстрелам.

## Реакция
Для описания этих событий почти в каждом крупном издании и газете Бангладеш используется термин геноцид и определяется как систематическое и преднамеренное уничтожение национальных, расовых, религиозных и этнических групп страны.
То, что геноцид имел место в период Войны за независимость Бангладеш, не было предметом расследования какого-либо международного трибунала.

## Доклад комиссии Хамудура Рахмана
Созданная Правительством Пакистана комиссия Хамудура Рахмана отвергла обвинения Бангладеш в убийствах пакистанскими военными на территории Восточного Пакистана 3 000 000 человек и изнасилованиях 200 000 женщин, в различных зверствах и бесчинствах по отношению к мирным жителям, интеллигенции, национальным и религиозным меньшинствам. Тем не менее комиссия признала, что в результате действий пакистанских военных на территории Бангладеш погибло около 26 тысяч человек. Доклад комиссии был засекречен правительством Пакистана в течение почти 30 лет, но в 2000 году информация о его содержании просочилась в СМИ страны и соседней Индии. В Бангладеш отчет комиссии Хамудура Рахмана был подвергнут резкой критике и считается фальсификацией, имеющей целью обелить действия пакистанских военных.